# Grodtjärnen, Lappland
Grodtjärnen är en sjö i Arvidsjaurs kommun i Lappland och ingår i Piteälvens huvudavrinningsområde. Sjön har en area på 0,0606 kvadratkilometer och ligger 371,2 meter över havet.

## Delavrinningsområde
Grodtjärnen ingår i det delavrinningsområde (730021-167058) som SMHI kallar för Utloppet av Vuoletsjaure. Medelhöjden är 372 meter över havet och ytan är 27,39 kvadratkilometer. Räknas de 4 avrinningsområdena uppströms in blir den ackumulerade arean 72,62 kvadratkilometer. Vistån (Kvarnbäcken) som avvattnar avrinningsområdet har biflödesordning 2, vilket innebär att vattnet flödar genom totalt 2 vattendrag innan det når havet efter 155 kilometer. Avrinningsområdet består mestadels av skog (50 procent) och sankmarker (34 procent). Avrinningsområdet har 1,4 kvadratkilometer vattenytor vilket ger det en sjöprocent på 5,1 procent.